# Filip IV. Francoski
Filip IV., imenovan tudi Lepi (francosko Philippe IV le Bel), francoski kralj iz dinastije Kapetingov, * 5. oktober 1268, Fontainebleau † 29. november 1314, Fontainebleau. 

## Življenjepis
Drugi sin Filipa III. in njegove prve žene Izabele Aragonske je bil francoski kralj od leta 1285 do smrti leta 1314. Filipa IV. so imenovali tudi Filip Lepi. Vzdevek "lepi" je kralj dobil zaradi "lepih" svetlih kodrastih las. 
Njegovo vladanje je zlasti zaznamoval spor s papežem Bonifacijem VIII., čemur je sledila nasilna preselitev papeža v Avignon, še bolj pa uničenje reda vitezov templjarjev. 

## Smrt in spomin
Po legendi naj bi Jacques de Molay, zadnji veliki mojster vitezov templarjev, na grmadi njega in avignonskega papeža preklel, oba sta umrla še istega leta. Papež Klemen V. je umrl že 20. aprila 1314 po daljšem bolehanju; francoski kralj pa se je ponesrečil med lovom 29. novembra istega leta zaradi sepse, ki ji je sledila gangrena, ko je nekaj dni prej padel s konja. Nasledil ga je sin Ludvik X., ki je umrl komaj sedemindvajsetleten, medtem ko je po njegovi smrti rojeni sin umrl že pet dni po rojstvu.

### Legenda o pogromu nad templjarji
| Latinski izvirnik | Slovenski prevod |
| --- | --- |
| Excidio Templariorum non diu supervixere ejus auctores, Papa Avenionensis et Galliarum Rex. Etenim Clemens V. ad XII. Calend. Majas anno. Ae.V. 1314. Potificatus autem octavo, mense decimo, variis diu aegritudinibus afflictatus, post dysenteria, et stomachi laterumque dolore confectus diem clausit extremum. Philippus autem pulcher non diu post eandem ivit viam; nam ejus Filius Ludovicus X die S. Stephani primi Martyris, dicto anno, a Remensi Archi-Episcopo est sacro oleo inunctus. Refert Fulgosus apud Hospian. et Wolf. Templarium quendam, gente Neapolitanum, in urbe Burdegala ad ignem damnatum, conspectis ad fenestram Pontifice ac Philippo Rege, magna voce in haec verba prorupisse: Saevissime Clemens Tyranne, posteaquam mihi inter mortales nullus jam superest ad quem appellem pro gravi morte, qua me per injuriam assicis, ad justum judicem Christum, qui me redemit, appello, ante cujus tribunal te voco, una cum Philippo Rege, ut intra annum diemque ambo illic compareatis, ubi causam meam exponam, et jus sine pravo affectu ullo administrabitur. Intra id quoque tempus Clementem ac Regem mortuos. Equidem quo historiam aut confirmem aut refellam, mihi non suppetit; video tamen Drexelium Societatis Jesu Patrem et credidisse, et cordi adeo habuisse, ut l. 2. de tribun. Christ. c. 3. exclamarit: Quis neget, geniale aliquid, et divinum hic intervenisse, supremo Numine consciscente? | »Začetnika templjarskega uničenja, avignonski papež in francoski kralj, ga nista za veliko časa preživela. Pravzaprav je dejstvo, da je Klemen V. končal svoj zadnji dan dvanajstega dne pred majskimi kolendami 1314, osmo leto in deseti mesec svojega papeževanja; mučile so ga razne bolezni, ko je trpel za drisko ter bolečinami v želodcu in ledjih. Filipu Lepemu tudi ni ostalo mnogo življenjske poti po teh dogodkih. Njegovega sina Ludvika X. je mazilil s svetim oljem reimški nadškof na praznik svetega Štefana, prvega mučenca, še istega leta. Fuglosus poroča - glej Wirth in Wolf - , da je neki templjar, po rodu Neapeljčan, ki je bil obsojen na sežig na grmadi v Bordeaux-ju, zakričal na ves glas, medtem ko je zagledal papeža in kralja Filipa na oknu: »Klemen, neusmiljeni trinog, jaz nimam nikogar med živimi, ki bi se potegnil zame zavoljo moje strašne smrti, ki si jo povzročil s svojo krivičnostjo. Sklicujem se na Kristusa, pravičnega sodnika, ki me je zveličal, in te pozivam pred njegovo sodišče skupaj s kraljem Filipom, tako da se bosta v roku enega leta in enega dneva oba prikazala tam. Tam se bom skliceval na moj primer, in vsakemu bo prisojena neokrnjena pravica.« In v tem obdobju sta umrla oba, Klemen in Kralj. Kar se mene tiče, ne bi niti potrdil niti zanikal te zgodbe. Vendar vidim, da jezuitski pater Drexelius popolnoma verjame to zgodbo in mu je bila tako zelo pri srcu, da v knjigi »O Kristusovem sodišču« vzklika: »Kdo bi mogel zanikati, da obstaja neka genialnost in Božje posredovanje v tej zadevi, ki ga določa Najvišja Volja?« |

### Spomin
Časovno obdobje avinjonskega papeštva je trajalo od 1309 do 1377; vendar je Klemen V. preživel le pet let od te preselitve, in le nekaj mesecev od sramote, da je ukinil red templjarjev in ničesar ukrenil proti njihovi pogubi. Kralj Filip Lepi je prav tako umrl istega leta, kot je napovedal De Molay in to isto prekletstvo je zadelo tudi črno dušo Viljema Nogaretskega, človeku, ki je bil glavni krivec tako za Anagnijevsko klofuto in za sojenje templjarjem.
Trije možje, ki jih združuje ista usoda; umrli so vsi v tistem usodnem letu 1314, ko se je De Molayev poziv spremenil v zloveščo napoved, ki se je takoj uresničila in ustvarila legendo o templjarskem prekletstvu. Kaj se je pa s temi ljudmi stvarno zgodilo?
1. Klemen V. je nenadoma umrl v Roquemaure-Gardu 20. aprila 1314; od tistega tragičnega požara v Parizu je minilo le triintrideset dni; kronike poročajo, da je papež umrl od griže zaradi prebavnih motenj. Nekateri pa pričujejo, da je papež na smrtni postelji imel popačene poteze in črn jezik, kar je očiten znak zastrupitve. Lahko, da mu je kdo od njegovih mnogih sovražnikov podtaknil strupa. Pravzaprav si je Klemen V. nabral veliko bogastvo; kot nepotist je na pomembne položaje postavil številne sorodnike, a da si ni mogel pridobiti nikogaršnje naklonjenosti. Ob njegovi smrti so že drveli služabniki in prijatelji, da bi se polastili vsega, kar je papežu ostalo. Eden je spustil svečo na papeževo smrtno posteljo, zaradi česar je bilo njegovo truplo kot zoglenelo, kot da bi potrdilo De Molayjevo zloveščo napoved.
2. Končno je v nejasnih razmerah umrl tudi Viljem Nogaretski, ki je prvi med njimi umrl marca 1313, leto pred grmado. Tri nenadne smrti, tri težke smrti; če izvzamemo Nogareta, ki je umrl pred zadnjimi templjarskimi mojstri, se zdita nenadni izginotji kralja Filipa in papeža Klemena očitno sumljivi.
3. Filip Lepi (bolje bi bilo reči Ponarejevalec, Lažnivec) je nenadoma umrl v Fontainebleauu 29. novembra 1314 zaradi posledic padca s konja (vnetja rane in posledično gangrene), ki se je zgodil med lovskim pohodom. Kralj je torej umrl točno v časovnem obdobju, ki ga je napovedal Jacques de Molay. A to še ni bilo vse. Kraljeve potomce je z žalostno točnostjo prizadela cela vrsta nesreč
4. Le dve leti po Filipovi smrti je umrl njegov sin Ludvik X. (1314-1316), znan kot Trmoglavec oziroma Prepirljivec. Star je bil komaj sedemindvajset let in je zapustil nosečo ženo s prestolonaslednikom, imenovanim Ivan I. Posmrtni ali Posthumni, ki je živel le pet dni, pod okriljem bodočega francoskega kralja, svojega strica Filipa V. Sumljiva in nenadna smrt, o kateri so se sprožila neskončna ugibanja; marsikomu se je zdelo, kot da je De Molayeva roka iztegnila prst in preklinjala naslednje rodove.
5. Filip V. imenovani Dolgin ali Visoki (1316-1322), je umrl star komaj devetindvajset let: nenadoma je zbolel in umrl po petih mesecih - Francija pa je ostala brez določenega dediča. Ko je naslednik Filipa V., petnajstega v dinastični vrsti v rodu Kapetincev, umrl pri štiriintridesetih letih, je izginil zadnji kapetinski kralj, ne da bi zapustil moškega prestolonaslednika. Takrat se je začela krvava Stoletna vojna med potegovalci za prestol: dvema nečakoma Filipa IV: Filipom Valoiskim, sinom Karla Valoisa, in angleškim kraljem Edvardom III., sinom Izabele Francoske.
6. Glede zadnjega francoskega kralja Ludvika XVI. pa pravijo, da mu je Sanson odsekal glavo na tako nespreten in grozljiv način, da rezilo giljotine ni padlo na vrat, ampak se je glava ukleščila. Neki moški je tedaj dvignil odsekano glavo in zavpil: "Jacques De Molay, maščevan si."[10]
7. Med francosko revolucijo je Nogaretov potomec, Paul Teragon, uporabil obratno črkovanje družinskega imena, da bi skril svojo istovetnost pred tistimi, ki bi se lahko maščevali zaradi pogroma nad templjarji proti njegovi družini. Ko je njegov prijatelj Bertrand Grimany, potomec drugega mučitelja templjarjev Marignyja, ki je prav tako uporabljal lažno ime – pomešani vrstni red pravega priimka –, pariškemu časopisu razkril svoje prednike, je njega in Teragona umorila Anne de Molay, potomka Jacquesa de Molaya. [11]

#### V literaturi
Filip IV. Lepi je glavna oseba romana Železni kralj, prvega iz serije Prekleti kralji avtorja Maurice Druona.